# Martin W. Bates

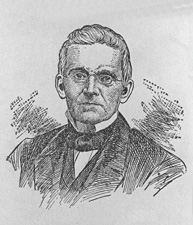
Martin W. Bates

Martin Waltham Bates (* 24. Februar 1786 in Salisbury, Litchfield County, Connecticut; † 1. Januar 1869 in Dover, Delaware) war ein US-amerikanischer Politiker (Demokratische Partei), der den Bundesstaat Delaware im US-Senat vertrat.
Martin Bates zog nach Ende seiner Schulausbildung in Connecticut nach Delaware, wo er als Lehrer arbeitete, ehe er Medizin und die Rechtswissenschaften studierte. Er wurde 1822 Mitglied der Anwaltskammer und praktizierte fortan in Dover. Zu dieser Zeit betätigte er sich auch erstmals politisch und war im Jahr 1826 Abgeordneter im Repräsentantenhaus von Delaware.
In der folgenden Zeit beschränkte er sich auf seine juristische Tätigkeit. Erst 1852 nahm er als Delegierter zum Verfassungskonvent von Delaware wieder ein öffentliches Amt an. Nach dem Tod von US-Senator John M. Clayton am 9. November 1856 wurde Bates dann zu dessen Nachfolger im Kongress gewählt; Joseph P. Comegys hatte den Platz kommissarisch eingenommen. Martin Bates zog am 14. Januar 1857 in den Senat ein und verblieb dort bis zum 3. März 1859. Er stellte sich zur Wiederwahl, unterlag jedoch gegen Willard Saulsbury, womit seine politische Laufbahn beendet war.